# 戴维·洛佩斯-苏韦罗
戴维·洛佩斯-苏韦罗（西班牙語：David López-Zubero，1959年2月11日—），西班牙男子游泳运动员。他曾代表西班牙参加1976年、1980年和1984年夏季奥林匹克运动会游泳比赛，其中1980年奥运会获得一枚铜牌。

## 家庭
弟弟马丁·洛佩斯-苏韦罗。